# Cytherocopina
Sous-ordre
Les Cytherocopina sont un sous-ordre de crustacés de la classe des ostracodes, de la sous-classe des Podocopa et de l'ordre des Podocopida.

## Liste des super-familles
- Cytheroidea
- Progonocytheroidea
- Terrestricytheroidea